# 原律子
原 律子（はら りつこ、1962年10月17日 - ）は、日本の漫画家。東京都出身。

## 経歴
1962年（昭和37年）、東京都に生まれる。漫画家・御厨さと美、いしかわじゅんのアシスタントを経て自身も漫画家としてデビューした。
ただし、御厨のアシスタントは、いわゆるメシスタントと言われる、食事や身の回りの雑用の担当で、漫画制作に携わっていた訳ではなかった。後年いしかわじゅんがアシスタントとして雇用した際に、当然高度な作画が出来るものとして雇った後に事実が判明し愕然としたという。実質的に漫画の制作に関わるのは、いしかわじゅんのアシスタントになって以降である。
デビュー作は、1983年（昭和58年）の漫画『私達はこんなに働いてゐる』。1980年代を中心に活躍し、雑誌『朝日ジャーナル』（朝日新聞社）におけるジャーナリスト・筑紫哲也の連載「新人類の旗手たち」に取り上げられたこともあった。
離婚歴がある。別れた夫は、いしかわじゅんの紹介で付き合うことになった、漫画家のマディ上原。以上の経緯については、いしかわじゅんの漫画やエッセイ（『フロムK』など）に詳しい。
マディとの間には一女があり、2009年マディが死去した際には娘が喪主を務めた。

## 著作
- 『改訂版大日本帝國萬画』（双葉社）
- 『ヲホホの園』（双葉社）
- 『電動バナナ倶楽部』（スコラ）
- 『奉仕ノ白薔薇』（マガジンハウス）
- 『考へる人生』（双葉社）
- 『環境でぷん! -地球は困ったことだらけ-』（共著、ほんの木）
- 『元氣があってよろしいっ!』（小学館）